# Rullskridskosport
Rullskridskosport är benämningen på de sporter som utövas på rullskridskor, inlines, rullskidor eller skateboard. Sportens högsta förbund är Fédération Internationale de Roller Sports (FIRS).